# Tomasz Radawiec
Tomasz Radawiec (ur. 1977) – polski aktor telewizyjny, filmowy i teatralny, znany z serialu Sprawiedliwi – Wydział kryminalny.

## Wykształcenie
- 1998 – 2002 – Państwowa Wyższa Szkoła Teatralna im. Ludwika Solskiego w Krakowie, Wydział zamiejscowy we Wrocławiu, Wydział Aktorski[1]
- 1996 – 1998 – Państwowe Policealne Studium Wokalno – Aktorskie im. Danuty Baduszkowej przy Teatrze Muzycznym w Gdyni (cztery semestry)[1]

## Filmografia
- 2003: Ryby (etiuda szkolna) - Jacek
- 2005: Wschody i zachody miasta (spektakl telewizyjny - Beniamin Gimpel
- 2005: Made in Poland (spektakl telewizyjny) - ochroniarz Emil
- 2006: Warto kochać - sprzedawca w sklepie (odc. 31)
- 2007: Plac Wolnośc (spektakl telewizyjny) - Ignac-Ariel, pacjent z manią proroka
- 2007: M jak Miłość - Daniel, Kolega Kuby (odc. 556)
- 2008: Tancerze (serial telewizyjny) - Marcel, tancerz amator (odc. 12)
- 2009: Klatka B - Gustaw (odc. 6)
- 2010: Erratum - Zbyszek
- 2012: Julia (serial telewizyjny) - lekarz (odc. 100)
- 2011: Sala samobójców - uczestnik terapii
- 2012: Ojciec Mateusz - Ryszard Mizera (odc. 103)
- 2012: Czas honoru - gestapowiec (odc. 53)
- 2012: Bez tajemnic - pacjent Andrzeja (odc. 7 seria II)
- 2013: Prawo Agaty - Adam Szul (odc. 32)
- 2013: Kamczatka (film) - wychowawca
- 2014: Blondynka (serial telewizyjny) - kibol (odc. 28)
- 2015: Radyjko (etiuda szkolna) - Miron, wnuczek Heleny
- 2016: Smoleńsk (film) - technik jaka
- od 2016: Sprawiedliwi - Wydział Kryminalny  - technik policyjny Bolesław Bolo Kowalski
- 2016: Ojciec Mateusz - konwojent Jarosław Ratajski (odc. 211)
- 2017: Wataha (serial telewizyjny) - turysta w Bieszczadach (odc. 10-11)
- 2017: Sprawiedliwi - Wydział Kryminalny. Wszystko się może zdarzyć - technik policyjny Bolesław Bolo Kowalski
- 2022: Entertainment (film) - bankowiec Wiesław Frączak
- 2025: The Office PL - dyrektor Janusz Koszyk (odc. 53)

### Spektakle teatralne
- 2010: Getsemani – postać: Geoff Benzine, reż. Anna Augustynowicz (Teatr im. Wojciecha Bogusławskiego Kalisz oraz Teatr Współczesny Szczecin)